# Andrew Knowles
Andrew "Andy" John Knowles, född den 30 juni 1981,  är en brittisk musiker och konstnär född i Bolton, England. Under 2003 och början på 2004 turnerade han med Franz Ferdinand som Paul Thomsons trumtekniker. Efter ha mött The Fiery Furnaces lämnade han dock Franz Ferdinand för att bli trummis i The Fiery Furnaces. Men sommaren 2005 började han turnera med Franz Ferdinand igen som supportmedlem, och spelar bland annat keyboards under bandets live- spelningar. Han är dock inte med på något av bandets album än.